# Stroukoff Aircraft
Stroukoff Aircraft foi uma fabricante de aeronaves de transporte militar experimental estabelecida em 1954 por Michael Stroukoff. Successora da Chase Aircraft, a companhia se especializou em desenvolver versões avançadas do Fairchild C-123; entretanto, nenhum dos projetos da companhia atraiu pedidos, sendo encerrada em 1959.

## Fundação
Durante o final da década de 1940, o emigrante russo Michael Stroukoff projetou o XG-20 para Chase Aircraft, o maior planador já construído nos Estados Unidos. Modificado para o C-123 Provider, a aeronave recebeu um contrato de produção da Força Aérea dos Estados Unidos, sendo 49% da Chase adquirida por Kaiser-Frazier para produzir a aeronave nas facilidades de Willow Run. Entretanto, um escândalo envolvendo Kaiser resultou no cancelamento do contrato do C-123; com Kaiser tendo comprado o remanescente das ações da Chase e dissolvendo a companhia. Stroukoff adquiriu então as facilidades no aeroporto de Trenton e estabeleceu sua própria empresa para dar continuidade no desenvolvimento do projeto do C-123.

## YC-123D e E

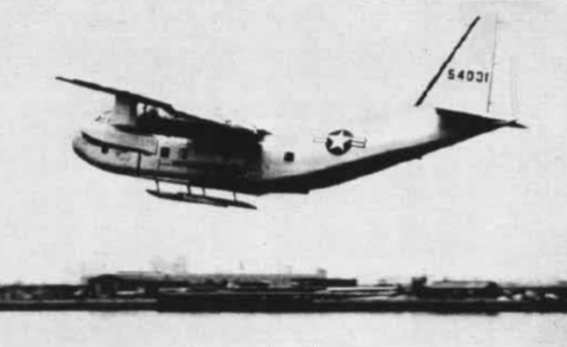
YC-123E com trem de pouso "pantobase" em 1955

A primeira variante de Stroukoff do C-123 foi o YC-123D, modificado a partir do protótipo XC-123A - que já era um XCG-20 modificado - que havia sido o primeiro avião de transporte a jato a voar nos Estados Unidos. Voando pela primeira vez em 1954, o YC-123D foi equipado com dois motores radiais da família do C-123 e equipado com um sistema de controle do fluxo de ar da camada limite (em inglês:  boundary layer control - BLC). O BLC divergia o ar dos motores para soprar sobre a asa, aumentando a sustentação e reduzindo as distâncias de decolagem e pouso da aeronave.
No ano seguinte, Stroukoff modificou um C-123B no YC-123E, equipado com o próprio sistema de trem de pouso do tipo "pantobase" de Stroukoff. Este sistema permitia que a aeronave pousasse em qualquer superfície razoavelmente plana - terra, água ou neve - e provou ser bem-sucedido em testes.

## YC-134

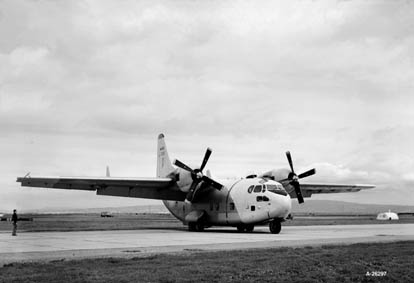
Stroukoff Aircraft YC-134A

Após os testes bem sucedidos, o YC-123E foi ainda melhorado, sendo designado YC-134. Com designação da companhia de MS-8-1, o YC-134 vinha equipado com ambos os sistemas do YC-123E; além disso, a aeronave foi equipada com motores mais potentes, alterações na cauda e rodas adicionais no trem de pouso principal, além de um sistema de combustível melhorado.
Para ser utilizado no Ártico, o programa de testes de voo do YC-134 o demonstrou como um avião bem sucedido. Entretanto, seu aumento de desempenho sobre o C-123 era considerado inadequado e não havia necessidade de outra aeronave de transporte a pistão na época, não havendo um contrato para produção. Com a falha em receber pedidos para produção de seus projetos, Stroukoff dissolveu a companhia em 1959.